# میان‌وزن (هنرهای رزمی ترکیبی)
میان‌وزن (انگلیسی: Middleweight) از دسته‌های وزنی در مسابقات هنرهای رزمی ترکیبی است، که ورزشکاران بین ۱۷۱ تا ۱۸۵ پوند (۷۷٫۵ تا ۸۴ کیلوگرم) را در بر می‌گیرد. دسته میان‌وزن، سنگین‌تر از ولتروزن و سبک‌تر از نیمه‌سنگین‌وزن می‌باشد. در مسابقات حرفه‌ای هنرهای رزمی ترکیبی مانند سازمان یواف‌سی، اغلب دسته میان‌وزن، ششمین شاخه از ورزشکاران را تشکیل می‌دهد.